# Manuel Jorge da Silva Cruz
Manuel Jorge da Silva Cruz, conosciuto come Tulipa, (Vila Nova de Gaia, 16 ottobre 1972) è un allenatore di calcio ed ex calciatore portoghese, di ruolo centrocampista, tecnico dell'Ararat-Armenia.

## Carriera

### Club
Ha giocato nei campionati portoghese e spagnolo.

### Nazionale
Ha partecipato al Mondiale Under-20 e all'Europeo Under-21 prima di fare il suo debutto con la maglia della nazionale maggiore nel 1995.

## Palmarès
- Campionato mondiale Under-20: 1

Portogallo 1991